# 블루밍구성더센트럴
블루밍구성더센트럴(영어: Blooming Guseong The Central)은 대한민국 경기도 용인시 기흥구 마북동에 위치한 아파트이다.